# Scottish Men's National League 2013-2014
La Scottish Men's National League 2013-14 è stata la 45ª edizione del massimo campionato scozzese di pallacanestro maschile e la 27ª edizione del secondo livello dei campionati del Regno Unito.

## Regolamento

### Formula
Il torneo si compone di dieci formazioni, che si affrontano in un unico girone all'italiana con partite di andata e ritorno. Le prime otto si qualificano per i play-off per il titolo nazionale, disputati al meglio delle due gare per i quarti di finale e le semifinali, con la prima in casa della migliore classificata al termine della stagione regolare. La finale invece si disputa in gara unica. Le ultime due classificate non gareggeranno nei play-off e non retrocedono.

## Regular season

### Classifica
|                   |     | Classifica 2013-2014                       | G  | V  | P  | PF   | PS   | Pt |
| ----------------- | --- | ------------------------------------------ | -- | -- | -- | ---- | ---- | -- |
|                   | 1.  | Falkirk Fury (Clark Eriksson Falkirk Fury) | 18 | 18 | 0  | 1465 | 1029 | 36 |
|                   | 2.  | Paisley St. Mirren                         | 18 | 15 | 3  | 1690 | 1296 | 33 |
|                   | 3.  | Edinburgh Kings                            | 18 | 13 | 5  | 1294 | 1057 | 31 |
|                   | 4.  | Boroughmuir Blaze                          | 18 | 10 | 8  | 1385 | 1284 | 28 |
| Scozia (bandiera) | 5.  | Glasgow University                         | 18 | 10 | 8  | 1331 | 1259 | 28 |
|                   | 6.  | Troon Tornadoes                            | 18 | 8  | 10 | 1232 | 1315 | 26 |
|                   | 7.  | Glasgow Rocks                              | 18 | 7  | 11 | 1380 | 1397 | 25 |
|                   | 8.  | Glasgow Storm                              | 18 | 6  | 12 | 1185 | 1332 | 24 |
|                   | 9.  | Stirling Knights                           | 18 | 2  | 16 | 1187 | 1572 | 20 |
|                   | 10. | Dunferml. Reign                            | 18 | 1  | 17 | 1025 | 1633 | 19 |

| Qualificate ai play-off |

### Playoff
|  | Quarti di finale   | Quarti di finale   | Quarti di finale   | Quarti di finale   | Quarti di finale |    |                    | Semifinali         | Semifinali | Semifinali |  |  | Finale | Finale | Finale |  |
|  |                    |                    |                    |                    |                  |    |                    |                    |            |            |  |  |        |        |        |  |
|  | Falkirk Fury       | Falkirk Fury       | 100                | 104                | 204              |    |                    |                    |            |            |  |  |        |        |        |  |
|  | Falkirk Fury       | Falkirk Fury       | 100                | 104                | 204              |    |                    |                    |            |            |  |  |        |        |        |  |
|  | Glasgow Storm      | Glasgow Storm      | 75                 | 72                 | 147              |    |                    |                    |            |            |  |  |        |        |        |  |
|  | Glasgow Storm      | Glasgow Storm      | 75                 | 72                 | 147              |    | Falkirk Fury       | Falkirk Fury       | 64         |            |  |  |        |        |        |  |
|  |                    |                    |                    |                    |                  |    | Falkirk Fury       | Falkirk Fury       | 64         |            |  |  |        |        |        |  |
|  |                    |                    | Glasgow University | Glasgow University | 72               |    |                    |                    |            |            |  |  |        |        |        |  |
|  | Boroughmuir Blaze  | Boroughmuir Blaze  | Glasgow University | Glasgow University | 72               | 63 | 73                 | 136                |            |            |  |  |        |        |        |  |
|  | Boroughmuir Blaze  | Boroughmuir Blaze  |                    |                    |                  |    |                    | 136                |            |            |  |  |        |        |        |  |
|  | Glasgow University | Glasgow University | 83                 | 73                 | 156              |    |                    |                    |            |            |  |  |        |        |        |  |
|  | Glasgow University | Glasgow University | 83                 | 73                 | 156              |    | Glasgow University | Glasgow University | 90         |            |  |  |        |        |        |  |
|  |                    |                    |                    |                    |                  |    |                    |                    |            |            |  |  |        |        |        |  |
|  |                    |                    | Paisley St. Mirren | Paisley St. Mirren | 79               |    |                    |                    |            |            |  |  |        |        |        |  |
|  | Troon Tornadoes    | Troon Tornadoes    | Paisley St. Mirren | Paisley St. Mirren | 79               | 60 | 49                 | 109                |            |            |  |  |        |        |        |  |
|  | Troon Tornadoes    | Troon Tornadoes    |                    |                    |                  |    |                    | 109                |            |            |  |  |        |        |        |  |
|  | Edinburgh Kings    | Edinburgh Kings    | 71                 | 65                 | 136              |    |                    |                    |            |            |  |  |        |        |        |  |
|  | Edinburgh Kings    | Edinburgh Kings    | 71                 | 65                 | 136              |    | Edinburgh Kings    | Edinburgh Kings    | 68         |            |  |  |        |        |        |  |
|  |                    |                    |                    |                    |                  |    | Edinburgh Kings    | Edinburgh Kings    | 68         |            |  |  |        |        |        |  |
|  |                    |                    | Paisley St. Mirren | Paisley St. Mirren | 73               |    |                    |                    |            |            |  |  |        |        |        |  |
|  | Glasgow Rocks      | Glasgow Rocks      | Paisley St. Mirren | Paisley St. Mirren | 73               | 97 | 79                 | 176                |            |            |  |  |        |        |        |  |
|  | Glasgow Rocks      | Glasgow Rocks      |                    |                    |                  |    |                    | 176                |            |            |  |  |        |        |        |  |
|  | Paisley St. Mirren | Paisley St. Mirren | 91                 | 90                 | 181              |    |                    |                    |            |            |  |  |        |        |        |  |

| Scottish Men's National League 2013-14 |
| -------------------------------------- |
| Glasgow University 1º titolo           |